# Fabronia marianna
Fabronia marianna är en bladmossart som beskrevs av Schwaegrichen in Gaudichaud in Freycinet 1828. Fabronia marianna ingår i släktet Fabronia och familjen Fabroniaceae. Inga underarter finns listade i Catalogue of Life.